# Бах, Лазарь Исаакович
Лазарь Исаакович Бах (англ. Lazar Bach; 1906 — 10 марта 1941) — латвийский коммунистический активист, ставший председателем Коммунистической партии Южной Африки.

## Биография

### Ранние годы: из Латвии в Южную Африку
Родился в еврейской семье в Режице в Витебской губернии (ныне Резекне в Латвии). Отец Баха владел фабрикой и был приговорён к смертной казни во время Гражданской войны в России. Бах-младший же вступил в Коммунистическую партию Латвии и стал знатоком партийной политики.
В 1930 году он эмигрировал в Йоханнесбург, где стал кожевником, вступив в профсоюз кожевников и Коммунистическую партию Южной Африки (КПЮА). Бах, свободно говоривший по-русски и хорошо разбиравшийся в марксизме, вскоре стал не только заметным членом партии, но и важным человеком для её международных связей. Он был избран в центральный комитет КПЮА в 1931 году. Твёрдый сторонник лидера партии Дугласа Уолтона, Бах стал его заместителем.

### Председательство в Компартии Южной Африки
К 1933 году количество членов КПЮА сократилось до 150, и Уолтон перебрался в Англию, оставив Баха исполнять обязанности председателя партии в качестве её ведущей фигуры. Он продолжал лояльный к официальной линии Советского Союза курс Уолтона и с готовностью изгонял противников, в том числе Мозеса Котане, хотя того вскоре приняли обратно. Во внутрипартийной полемике Бах настаивал на важности антифашистской и антиимпериалистической борьбы, требований права голоса для местного населения и консолидации с Африканским национальным конгрессом, особенно с его левым крылом.
К этому времени партия оказалась расколота на две фракции. За линию, наметившуюся после VI конгресса Коминтерна, выступало большинство членов политбюро (сам Бах, Джон Бивер Маркс, Эдвин Тхабо Мофутсаньяна, Никина Собиа) и партийных комитетов Йоханнесбурга и Дурбана; оппозиционную фракцию возглавляли недавно смещённый с поста секретаря Котане, Джон Гомас и Эдвард Ру, которых поддерживал кейптаунский комитет.
Коминтерн был недоволен руководством партии и в октябре 1934 года вызвал многих ведущих деятелей партии в Москву, чтобы разобраться в их разногласиях. обсудить их деятельность. Большинство из видных южноафриканских коммунистов опасались, что их в СССР задержат, а Луи Иоффе прямо предупредил Баха, чтобы тот не ехал.

### Вызов в Москву и осуждение Коминтерном
Несмотря на предупреждение, Бах почти сразу же поехал в Москву в 1935 году. От Коммунистической партии Великобритании был отправлен Джордж Харди, чтобы попытаться разрешить конфликт между фракциями, поддерживающими каждого из соперников, но он не смог добиться прогресса. В ответ братья Морис и Пол Рихтеры, сторонники Баха, также были вызваны в Москву, где Котане уже получил поддержку от Джози Мпамы-Палмер — активистки КПЮА, учившейся в Коммунистическом университете трудящихся Востока (КУТВ). Бах также посещал КУТВ, находясь в городе.
В следующем, 1936, году, когда проходил Седьмой конгресс Коминтерна, Бах всё ещё был в Москве. Он присутствовал на конгрессе, но только в качестве делегата с совещательным голосом, в то время как Мпама, выступавшая под фамилией Гендерсон, была полноправной делегаткой с решающим голосом. Она выступила с речью, подразумевающей, что недавно принятая Коминтерном стратегия народного фронта должна стать средством достижения независимой республики во главе с чёрными южноафриканцами. Руководство Коминтерна оказалось крайне недовольно содержанием выступления, которое, по их мнению, было написано Бахом и Александром Зусмановичем.
Вскоре после VII конгресса Исполком Коминтерна создал комиссию по разбору положения в КПЮА во главе с со своим секретарём Андре Марти, членом ФКП. Вскоре партийный лозунг «независимой туземной республики» был признан «сектантским» и отгораживающим КПЮА «от широких демократических масс». Хотя Лазарь Бах поддерживал в КПЮА ту самую политическую линию, на которой настаивал Коминтерн между VI и VII конгрессами, Секретариат Исполкома Коминтерна решил задержать его в Москве, не разрешая ему вернуться в ЮАС вплоть до завершения расследования его деятельности.

### Задержание и смерть в лагерях
Бах вместе с братьями Рихтерами оказался под подозрением в принадлежности к «троцкистской» или «зиновьевской» оппозиции — эти обвинения активно продвигались Робертом Науманом. 28 октября 1936 года Комиссия по международному контролю Коминтерна признала их виновными. Они были задержаны 10 марта 1937 года и отправлены в лагеря Дальстроя на реке Колыма. Хотя в марте 1938 года Рихтеров расстреляли по обвинению в участии в «террористической антисоветской организации», Бах, по сообщениям органов госбезопасности, скончался естественной смертью 10 февраля 1941 года.